# ロシア・カザン戦争 (1521年-1524年)
1521年から1524年にかけてのロシア・カザン戦争はクリミア・ハン国の皇子であるサーヒブ・ギレイによるカザン・ハン国のハン位の奪取並びにモスクワ大公国の傀儡ハンであるシャー・アリー (在位1519年—1521年)のカザン追放が原因で始まった戦争である。

## カザンでの政変
シャー・アリーの統治に不満を持つカザン・ハン国の皇族・貴族は再三に渡ってクリミア・ハン国のハンであるメフメド1世・ギレイのもとに使者を遣わしてその弟達の1人がハン位についてくれるよう懇願した。モスクワ大公国の傀儡であるシャー・アリーは貴族や民衆の間では人気がなかった。神聖ローマ帝国の大使ジギスムント・フォン・ヘルベルシュタインは、「シャー・アリーは臣民の激しい憎悪並びに己を避けていくのを垣間見ながら、短い期間、カザンのハン位についていた」と記す。シャー・アリーは醜悪且つ虚弱な身体つきをしており、腹が出っ張っていて、髭が薄く、尚且つ殆ど女性のような容貌であった。ほどなくしてカザンでは皇族であったシドを筆頭とする貴族による陰謀が起きた。カザンの貴族は、往年のハンであったムハンマド・アミンとアブドゥラ・ラティフ異母兄弟にあたるクリミアの皇子サーヒブ・ギレイをカザン・ハンの法定相続人と見做していた。皇族のシドが率いる使節はクリミアに到着してサーヒブ・ギレイ皇子に対してシャー・アリー並びにロシア人に対抗するためのハン位につくよう勧め出た。クリミアのハンであるメングリ1世・ギレイ自らの兄弟であるサーヒブ・ギレイをカザンに送ることに同意した。
1521年4月にサーヒブ・ギレイは300人の僅かなタタール人を伴ってカザンに着任した。同都市では「王侯」によって前以て準備されていた反乱が勃発した。カザンに駐屯していた僅かなロシア人部隊は虐殺された。モスクワ大使ヴァシーリー・ユーリエヴィチ・ポドジョギンとロシア人商人は略奪に遭って捕えられた。サーヒブ・ギレイはカザンに入城してハン位を奪取した。前のハンであったシャー・アリーはハレムの女と僅かな召使とともに追放されてモスクワの地に逃れた。1521年5月にモスクワに辿り着き、そこでモスクワ大公ヴァシーリー3世は彼のために歓迎会を開いた。
ハンの地位を承認されて即位したサーヒブ・ギレイ(在位1521年—1524年)はロシア国家に対して宣戦布告した。サーヒブ・ギレイは同盟者且つ兄であるクリミアのハン、メフメド・ギレイとの間でルーシ への共同遠征を取りまとめた。
1521年の7月～8月にロシア国家に対する大規模な遠征軍が編成され、メフメド・ギレイ率いる大部隊が南方からモスクワの領域に侵入した。サーヒブ・ギレイは自軍を伴ってロシアの東部の地を襲撃して ニジニ・ノヴゴロド並びにウラジーミル郊外を荒廃させた。クリミアとカザンの両ハンはモスクワを共同で攻撃するためにコロムナ にて軍を合流させた。タタール軍がやって来るとヴァシーリー3世はモスクワからヴォロコラムスクへと逃亡した。8月1日にクリミア、カザン両ハンはモスクワ郊外に姿を見せた。 タタール軍はモスクワ近郊を荒らして略奪して多くの捕虜を得た。
1521年8月末にカザン諸侯であるセイト、ブラト、クチェレイは「数多くの者を捕虜とし、その他を殺して」ニジニ・ノヴゴロド郊外を荒廃させた。サーヒブ・ギレイ自身は主力軍を率いてムーロムとメシェルスキーの地を襲撃した。個々のタタール軍はスホナ川流域に至るまでの遠く北部まで侵入した。「タタール人は、ジェゴヴォ、ノイスク、シャルタノヴァ、トティムにやって来て、スホナまで到達した。トティムのあらゆる地区では6000半人のキリスト教徒が捕虜にされたり殺されたりした」。
1522年の秋にサーヒブ・ギレイは東部ルーシの地への新たなる襲撃を組織した。9月にタタール人と草原に住むチェレミス人はガーリチの地への襲撃を敢行した。
1522年の「9月15日にタタール人とチェレミス人はガーリチ地区にやって来て多くの者を捕虜とし、村々の人々並びにプラフニェーヴにいた大公の駐屯兵は散り散りとなり、村々の長、捕虜となったその他の者は連れ去られ」、その後、「同月の28日にタタール人は人々に知られることなくウヌジュの修道院を急襲し、奇跡者ニコライ教会を焼き払い、ある者は捕虜として連れ去られ、ある者は殺された。そしてガーリチの長官であったアンドレイ・ピヤロフは同地の貴族の子弟とともにタタール人を追跡した」。

## 1523年のカザン遠征
1523年にサーヒブ・ギレイは抑留していたヴァシーリー・ユーリエヴィチ・ポドジョギン大使並びに全ロシア人商人の捕虜の処刑を命じた。
同年の春にサーヒブ・ギレイはクリミア・ハン国からの支援を失った。メフメド・ギレイは同盟者であるノガイの貴族とともに成功の見込みがあるアストラハン (ハッジ・タルカーン).への遠征に着手した。アストラハン・ハン国のハンであったフセインは王都を追われ、同都市は抵抗することなくクリミア軍に降伏した。メフメド・ギレイは自身の長男でカルガであった バハディル・ギレイをアストラハン・ハン国の新ハンとすることを布告し、そのことはノガイ貴族から不平不満を呼ぶこととなった。 メフメド・ギレイはクリミア軍の大半を解散させ、自身は僅かな従者とともにアストラハンの野営地に陣取った。ノガイ貴族のアギシュとママイは自軍を率いて突然、メフメド・ギレイの本営を襲撃し、メフメドは長男のバハティル共々戦死した。その後、ノガイ貴族は大軍を率いてクリミアを荒らし回った。ほどなくしてクリミア・ハン国では権力を巡る内乱が起きた。
1523年の夏にモスクワ大公ヴァシーリー3世はカザン・ハン国対する大規模な遠征を組織した。8月にニジニ・ノヴゴロドにて大がかりなロシア軍の連隊が召集された。同都市にはヴァシーリー3世自身が着任して軍勢を分け、最初は前のハンであったシャー・アリーの指揮する少数の軍勢がカザンに向けた。
ヴァシーリー・ニキーチィ・タイシェフは自著『ロシア史』にて:
| 「同年の春、サーヒブ・ギレイはカザンにて多くのキリスト教徒を残酷に扱って水の如く血が流れ、大公の大使であったヴァシーリー・ユーリエヴィチ・ポドジョギンは殺された。ヴァシーリー大公はこの行いを嘆いて2番目の弟とともにカザン・ハンの迫害者のもとに向かい、8月23日にニジニ・ノヴゴロドに到達した。軍司令官を付けて船団でシャー・アリーをヴォルガ沿いにてカザンのハンのもとに向かわせ、草原伝いで騎兵の大部隊を同じくカザンに向かわせて、カザンの地で捕虜狩りを行わせた。同じ頃、スーラ川の河口では木で造られた町が築かれてヴァシーリーの町と名付けられた。彼等はまた、この河口で小屋の町群も建て、これも同じくヴァシーリー大公に因んでヴァシーリーと名付け、下方流域に向かった。それから大公の軍司令官達はカザンの地で捕虜狩りを行い、戦利品や多くの捕虜を携えて帰還した」 |

と記す。
大船団軍団を率いたのは大貴族のヴァシーリー・ヴァシリエヴィチ・シュイスキー公と同じく大貴族のミハイル・ユーリエヴィチ・ザハーリン＝ユーリエフであり、セミョーン・フョーロドヴィチ・クルブスキー公 と御前待官のミハイル・アンドレヴィチ・プレシェーエフが先頭に立った。
騎兵の大軍団は大貴族のイヴァン・イヴァノヴィチ・ゴルバーティ公とイヴァン・ヴァシリエヴィチ・ニェモイ・テレンツェフ・オボレンスキーが軍司令官となり、大貴族のフョードル・ユーリエヴィチ・シューカ・クトゥーゾフと宮廷待官のイヴァン・ヴァシリエヴィチ・リャツキィーが先頭の、アレクサンドル・イヴァノヴィチ・ストリギン＝オボレンスキー公が右翼軍を、ピョートル・イヴァノヴィチ・リャプキン＝オボレンスキー公が左翼軍を、ヴァシーリー・アンドレヴィチ・シレミェーテフとイヴァン・ミハイロヴィチ・シャーミン＝ヤロスラフスク公が警備兵をそれぞれ指揮した。「勤務隊」 (砲兵) はグリゴーリ・ソバーキー、ヤクブ・イヴァシェンツオフ、ミハイル・ズベリ、ステパン・ソバーキー及びイサク・シェングルスキーが指揮を執った。
1523年9月にロシア軍は国境のスーラ川を渡ってカザン・ハン国の領域に侵入した。シャー・アリーのいた船団部隊はヴォルガ川の両側のチェレミス人とチュヴァシ人の村々を荒らし回ってカザン郊外に達し、その後、ヴァシーリー3世の命令を遂行して直ちに帰還した。騎兵部隊はスビヤ川まで到達してイチャコフ平原にてカザン軍を壊滅させた。タタール人はロシア軍の攻撃に耐えることが出来ずに逃走して多くの者が川で溺死した。
1523年9月1日にモスクワ・司令部はスーラ川のカザンの右岸にロシア軍の要塞を建設し始めた。伝えられるところによると、要塞はツェーペリのマリ人の地に建てられた。ロシア軍司令官は現地民であるマリ人、モルドヴィン人 、チュヴァシ人にヴァシーリー3世への忠誠を誓わせた。彼等の多くは人質及び捕虜という形でモスクワの領域に送られた。新たなるロシア軍の要塞は支配者たる大公に因んで「ヴァシーリーの町(ヴァシリスルスク)」と名付けられた。建設された要塞には強力な駐屯軍が留め置かれた。
1523年10月17日にカザン・ハンであるサーヒブ・ギレイはガーリチの国境地帯にて新たなる多大な成果を挙げた。カザン・タタール人はガーリチの都市を包囲した。突撃が不成功に終わった後にカザン・タタール人とその配下のマリ人は、多くの捕虜を捕えて近郊の村を荒らしながら撤退した。サーヒブ・ギレイはモスクワからの報復を警戒して自身の兄弟であるクリミア・ハンのサーデト・ギレイ (在位1524年—1532年)のもとに急使を遣わして、カザンに大砲、火縄銃、そしてイェニチェリ をカザンに送ってくれるよう頼んだ。しかし、サーデト・ギレイは甥のイスラーム・ギレイとの権力争いで忙殺されており、援助することを拒絶した。それならばとサーヒブ・ギレイはイスタンブールに使節を遣わしてオスマン帝国のスルタンに臣従を誓った。

## 1524年の遠征
1524年の春の晩期にモスクワ大公ヴァシーリー3世はカザン・ハン国への大規模な遠征を敢行した。形式上は前のハンであったシャー・アリー(シガレイ)がロシア軍を率いることになった。ただし、イヴァン・フョードロヴィチ・ベリスキー公、ミハイル・ヴァシリエヴィチ・ゴルバーティン＝シュイスキー並びにミハイル・ユーリエヴィチ・ザハーリンが実戦の指揮を執り、彼等は大船団を率いて全軍の指揮を執った。
セミョーン・フョードロヴィチ・クルブスキー公と宮廷待官のイヴァン・ヴァシリエヴィチ・リャツキィーが先軍の、セミョーン・ドミトリエヴィチ・セレビャーニイ＝オボレンスキー公とピョートル・フョードロヴィチ・アフリャービニイが右翼軍の、ユーリー・ヴァシリエヴィチ・ウシャーティー公とイヴァン・ミハイロヴィチ・シャーミンが左翼軍の、ミハイル・イヴァノヴィチ・クベンスキー公 とヴァシーリー・ヴァシリエヴィチウシャーティー公が警備兵の指揮を執った。
軍司令官イヴァン・ヴァシリエヴィチ・ハーバル・シムスキーとミハイル・セミョーのヴィチ・ヴォロンツォフの統率のもと、騎兵部隊は船団部隊から独立して行動をとった。ヴァシーリー・アンドレヴィチ・シェレミェーテフとフョードル・セミョーノヴィチ・クリーチェフが先軍の、ピョートル・イヴァノヴィチ・レープニン公とドミトリー・グリゴリエヴィチ・コーパス・ブトゥーリンが右翼軍の、イヴァン・フョードロヴィチ・アヴチーナ＝テレプネフ＝オボレンスキー公とアンドレイ・アレクサンドロヴィチ・メニショイ・クロポトキンが左翼軍の、イヴァン・ヴァシリエヴィチ・ロシャコフ＝カリチョーフとイヴァン・ミハイロヴィチ・チュロク＝ザセーキン公が警備兵の指揮を執った。「大貴族の息子」の肩書を有し、カザンで刑死したヴァシーリー・ユーリエヴィチ・ポドジョギン大使の兄弟である大公の代理人のイヴァン・ユーリエヴィチ・シゴーナ＝ポドジョギンと書記のアファナーシー・クリーツィンが特別に遠征軍とともにカザン遠征に参加することとなっていた。
1524年5月8日に船団部隊はカザンに向けて出港し、5月15日には騎兵部隊が出陣した。カザン軍のユルタ襲撃を思い描くには国際情勢が味方した。この時期、ポーランド＝リトアニア連合の大軍はクリミア・ハン国に侵入してアチャーキフの要塞を破壊した。2つのロシア軍部隊の侵入の報を受け取ったサーヒブ・ギレイはカザンを捨ててクリミアに逃亡し、そこからオスマン帝国のスルタンから援軍を得るために密かにイスタンブールに行く計画を立てた。サーヒブ・ギレイは自身の代わりに13歳の甥である サーファ・ギレイをカザンに留め、ブーラト・シーリン 指導のもとでカザン貴族は彼をハンに祭り上げた。サーデト・ギレイは敵前逃亡した兄のサーヒブ・ギレイの逮捕を命じた。
1524年8月24日にイヴァン・ヴァシリエヴィチ・ハーバル・シムスキーとミハイル・セミョーのヴィチ・ヴォロンツォフの指揮するロシア軍騎兵部隊はイチャコフ平原の戦いにてカザン軍を壊滅させた。戦闘ではロシア軍の戦士は「多くの諸侯、タタール人、チェレミス人、チュヴァシ人を打ちのめし、その他の諸侯、貴族並びに生き残った多くの者を捕えた」。
1524年7月3日に軍司令官イヴァン・フョードロヴィチ・ベリスキー、ミハイル・ヴァシリエヴィチ・ガルバーティン＝シュイスキーとミハイル・ユーリエヴィチ・ザハーリン＝ユーリエフ率いる船団部隊はカザン前の岸辺に上陸した。軍勢は、包囲を開始するために「ツァーリの平原にて小屋を建て始め」て騎兵部隊が来るのを待った。7月19日にロシア軍の2つの部隊が合流することを恐れたカザン・タタール人は要塞都市を強化しているロシア軍を襲撃した。ロシア軍はカザン軍を撃退はしたものの、同軍の新たなる自営陣への襲撃を阻止することは続けられなかったカ。程なくしてイヴァン・フョーロドヴィチ・ベリスキー公の部隊の兵糧が尽きた。同軍への援軍として90艘の河船から成るイヴァン・フョードロヴィチ・パレツキー公指揮下の第2船団部隊がニジニ・ノヴゴロドを出陣した。ロシア軍の船団の到着を知ったチェレミス人は待ち伏せをして構えた。チェレミス人は最初に岸沿いに船団に随伴していた500人のロシア軍騎兵部隊を打ち取って、その後、夜になってイヴァン・フョードロヴィチ・パレツキー公の河船部隊を襲撃した。多くのロシア軍の戦士が打ち取られたり捕虜になったりした。僅かな船のみがカザン付近のシャー・アリー及び総司令官であるイヴァン・フョードロヴィチ・ベリスキー公の陣営に辿り着くことが出来た。程なくして同地にイヴァン・ヴァシリエヴィチ・ハーバル・シムスキーとミハイル・セミョーのヴィチ・ヴォロンツォフの指揮する騎兵部隊が到着した。
8月15日 にロシア軍部隊は一つになってカザン包囲を開始した。けれどもロシア軍の軍司令官目立った戦果を上げることは出来なかった。カザン郊外に陣取っていたカザン軍部隊はロシア軍の陣地に間断のない急襲を敢行した。ロシア軍は新たなるタタール人の襲撃を撃退するために常に準備を整えていた。程なくして自らの行為が無益であることを理解したロシア軍の軍司令官はタタール人と和平交渉を開始し、和平締結のためにカザンの使節をモスクワに送ることと引き換えにしてカザンの包囲を解くことに合意した。ロシア軍はカザンの包囲を解除して急いで帰国した。
1524年11月にアプパイ・ウラーナとバフティー・キヤータ公率いるカザンの使節がモスクワに到着した。双方の交渉の後、カザンで毎年7月24日に開かれていた定期市をロシアの領域に移管することを唯一の条件として和平が締結された。
ヴァシーリー・ニキーチィ・タイシェフは自著『ロシア史』にて:
| 「アプパイ・ウラーナとバフティー・キヤータ公の使節がカザンから、その他の者、大公の一員と戦った者がカザン全土から己が責任とサーヒブ・ギレイのハン位のために同年の秋にやって来た。そして大公は彼らの訴えに応じて褒賞を与え、 ヴァシーリー・ダニイロヴィチ・ペニコフ公大使とアファナーシー・クリーツィン書記をカザンに送った。」 |

と記す。